# Baba (berg)

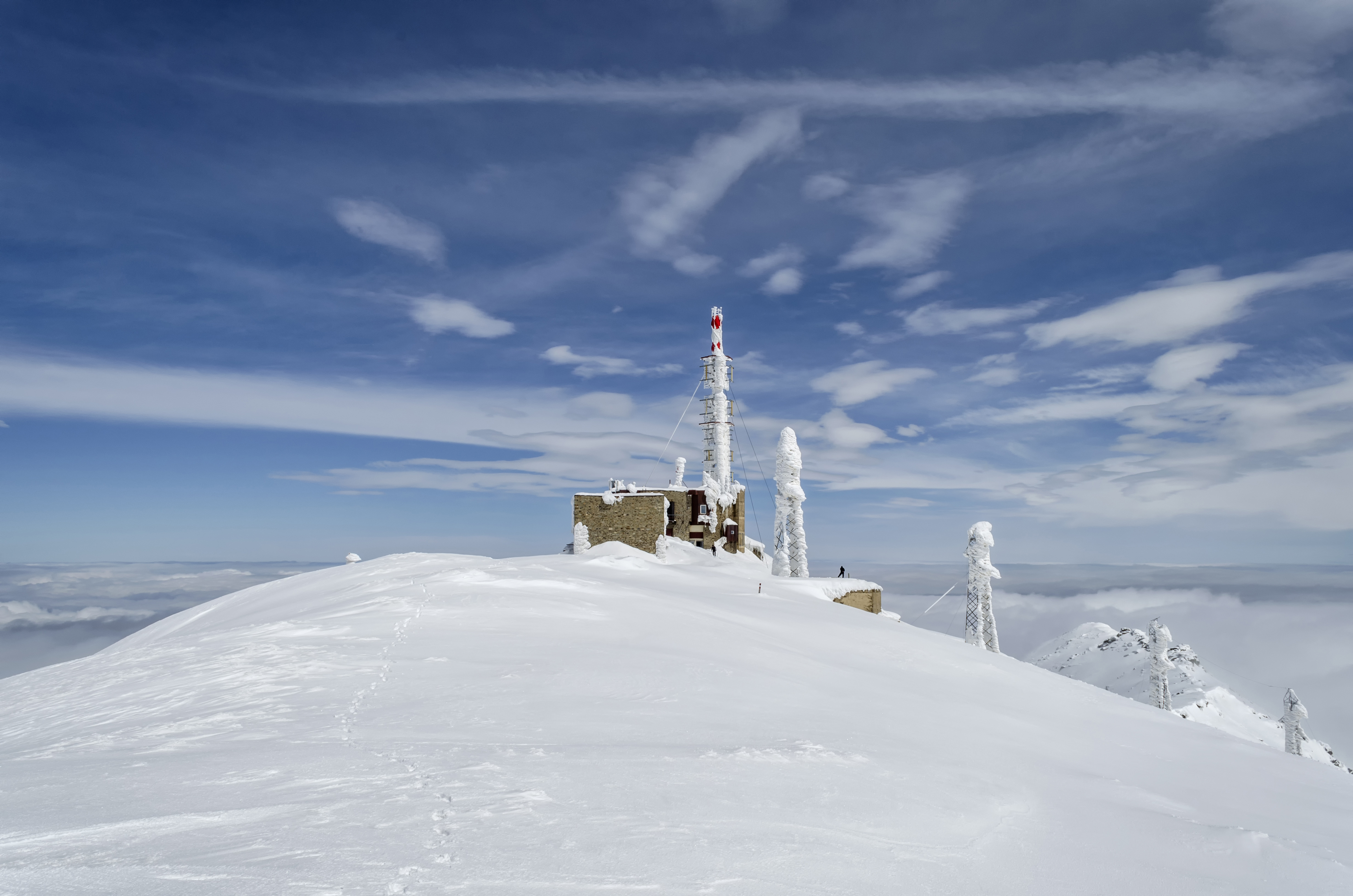
Bergstoppen Pelister

Baba är en bergskedja i Nordmakedonien och Grekland, med en högsta topp (Pelister) på 2601 meter. Berget utgör en vattendelare mellan Adriatiska havet och Egeiska havet.
På berget finns Pelisters nationalpark.